# Ewa Kassala
Ewa Kassala là một nhà văn, nhà báo, huấn luyện viên, nhà hoạt động xã hội, nhà biên kịch và người dẫn chương trình truyền hình, hội thảo và hội nghị, chủ yếu dành cho phụ nữ. Bà đã xuất bản một số cuốn sách dưới bút danh Dorota Stasikowska-Woźniak.

## Hoạt động xã hội
Ewa Kassala đang là điều phối viên của nhiều dự án nghiên cứu và dự án xã hội trên phạm vi toàn quốc và toàn cầu. Bà là chủ tịch trong dự án hệ thống chuyên đề quốc gia EQUAL và là đặc mệnh toàn quyền của tỉnh Silesia về bình đẳng giới. Ewa Kassala là thành viên trong Ủy ban điều phối tài chính của Na Uy. Bà là người sáng lập và lãnh đạo tổ chức dịch vụ tình nguyện có quy mô toàn thế giới cho phụ nữ tên là Soroptimist International, Silesian Club Nike, Silesian Centre of Equal Chances, và nhiều tổ chức khác. Ewa Kassala được trao nhiều giải thưởng và bằng khen, trong số đó có "Nữ doanh nhân của năm", "Chapeau bas", "Cẩm chướng thép" của tổ chức Soroptimist International, "Nữ hoàng từ thiện". Bà cũng mang đến Ba Lan tổ chức công ích Dress for Success mà bà hiện đang quản lý.

## Tác phẩm tiêu biểu
- "Cleopatra", Oficyna Wydawnicza Leksykon, 1995, ISBN 83-86242-57-4
- "Portrait of woman in the age of perdition", Videograf II, 1999, ISBN 83-7183-100-5
- "Mandrake", Burda Książki, 2014, ISBN 9788377786116
- "Cleopatra's Passions", Royal Hawaiian Press, 2017, ISBN 978-1-947228-16-0
- "Divine Nefertiti", Royal Hawaiian Press, 2017 ISBN 978-1-947228-29-0
- Hatshepsut", Wydawnictwo Sonia Draga, 2017, ISBN 978-83-8110-248-3

Ewa Kassala cũng là tác giả của nhiều sách hướng dẫn:
- "Public speeches and creation of image", Śląskie Centrum Równych Szans, 2005, ISBN 83-910203-0-4
- "How to be a Modern Lady", Polski Dom Kreacji, 2009, ISBN 978-83-61222-00-2
- "Guidebook of a Modern Witch", Novum, 2000, ISBN 83-910203-5-5
- "Dress for Success", G+J Książki, 2013, ISBN 978-83-7778-591-1